# 鷹宮ゆい
鷹宮 ゆい（たかみや ゆい、1994年8月31日 - ）は、日本のAV女優。2019年10月に「来まえび（くる まえび」）、2021年7月に「眠り姫」に改名。

## 略歴・人物
大阪府出身。趣味・特技は読書、音楽鑑賞。
2017年1月、アリスJAPANの専属女優としてデビューした小柄で巨乳のAV女優。当時はエイトマン所属。
2017年12月より企画単体女優として活動。
2019年10月4日、公式ツイッターでフォーティーフォーマネジメントに所属事務所を移籍し「来まえび（くる まえび）」に改名したことを報告。
2021年7月10日、事務所を退所し、公式ツイッターで「眠り姫（ねむりひめ）」に改名したことを報告。

## 出演作品

### アダルトDVD

#### 「鷹宮ゆい」名義
- 【初見】 鷹宮ゆい 職業はAV女優です。（1月13日、アリスJAPAN）
- 5つの初体験でいっぱい気持ちよくなっちゃいました…。（2月13日、アリスJAPAN）
- とろけるほど感じてる、甘くいやらしい接吻セックス（3月13日、アリスJAPAN）
- 裸よりエロいぃ、挑発ランジェリーナ。（4月13日、アリスJAPAN）
- 僕だけの鷹宮ゆい 〜プライベートな君と付き合いたいんだ〜（5月13日、アリスJAPAN）
- 萌えコス 【最強コラボ】 超美乳アイドル×激カワ耳コスプレ×5シチュエーション×完全着衣プレイ（6月13日、アリスJAPAN）
- 昼下がりの浮気はパンストを履いて… 夫が仕掛けた盗撮カメラに映し出された妻の淫らな下半身（12月13日、Fitch）
- 超美巨乳なネットカフェ店員をお店の中でハメまくったAV（12月25日、E-BODY）※「ゆい」名義

- 最高の愛人と、最高の中出し性交。 28（4月6日、プレステージ）※「ゆい」名義
- デビュー作からのセックスすべて見せます（4月13日、アリスJAPAN）※ベスト版
- 感じる乳首ビックンビックン 極上美乳性交（4月16日、マキシング）
- 関西弁のミニマム小悪魔に責められ、これ以上痴女られたらもうあかん！あんなことやこんなことされたら、もう我慢でけへん!（4月19日、ドグマ）
- 突然押しかけてきた嫁の姉さんに抜かれっぱなしの1泊2日（5月1日、ヴィーナス）
- 童貞君だけを関西弁で責めまくるミニマムボディの小悪魔ソープ嬢! もうあきまへん!（5月11日、REAL）
- 鷹宮ゆい×ボンテージQUEEN（5月16日、マキシング）
- イラマチオをおねだりするオチ●ポ大好き制服女子（6月16日、マキシング）
- ディープス20周年記念スペシャル作品! 顔出し解禁!! マジックミラー便 3分前まで女子○生! 卒業式直後のオキテ破りナンパ!! 各都市の制服人気No.1高校をコンプリート! ALL新作撮り下ろし 総勢30人! 本番娘10人!! in 東京・横浜・千葉・名古屋・大阪・神戸 2枚組8時間!（6月19日、ディープス）
- 寝ている従妹の乳首をこっそりいじり続けたら隣の部屋に親戚がいるのに発情イキして挿入を求めてきた（8月1日、ナチュラルハイ）
- 続!! 関西弁のミニマム小悪魔にこれ以上責められたらもうあかんっ! パワーアップした痴女責めと拘束プレイでもう我慢でけへん!（8月19日、ドグマ）
- 後ろから私をメチャクチャにして…。 〜人妻の犯され願望を満たすバック性交〜（9月7日、マドンナ）
- ボクが貸したワイシャツをノーブラで着た女子とまさかの自宅で二人きり! 2 ワイシャツの隙間から見える乳首&パンチラに勃起しまくり!イケメンの同僚の提案でボクの家で二次会をすることになり、美人の同僚がボクの家にやって来た!初めて女性が家の中にいることに緊張して、張り切りすぎたボクは飲み過ぎてそのまま寝落ち…。寝ている間に、イケメンはそのまま彼女とエッチしちゃったらしく、起きたときには半裸の彼女だけがボクのベッドで寝ていて突然の二人きり!とりあえず部屋着代わりにと彼女にボクのワイシャツを貸してあげたらサイズが大きすぎて、隙間からおっぱいやパンツがチラチラ見えて裸よりも余計にやらしく見えてしまい思わず勃起…。それを見た彼女は、昨晩のイケメンとのエッチが物足りなかったらしく、もっと激しいエッチをしたいと求めてきて、何度も何度も発射するほどエッチしてしまいました!（9月19日、Hunter）
- 一日中使い放題の人妻お貸しします。 ゆいさん 28歳（10月12日、S級素人）※「ゆい」名義
- 美巨乳対決! 鷹宮ゆいvs寿ゆかり 4時間（12月26日、マキシング）※ベスト盤

- おっぱいで超誘惑してくる新人セクキャバ嬢（8月7日、unfinished）
- 可愛い顔してデカ尻!!（9月1日、MARRION）
- 監禁洗脳 義理の兄に躾けられた私（12月1日、プラネットプラス）

- 叔父を誘惑する新婚の姪っ子（1月19日、KSB企画）
- 寝取らせ検証『綺麗な裸を残しておきたい』メモリアルヌード撮影で共演した夫よりも若いモデルの他人棒を見て愛液を垂らした妻はその後、SEXしてしまうのか? VOL.9（1月23日、コスモス映像）※「まい」名義

#### 「来まえび」名義
- パコれる素人さん。 DOC AMATEUR CH vol.5（3月13日、DOC）※「えび」名義
- 関西で出会った美少女がとってもエッチだった。（3月25日、GENEKI）
- 日本最大の繁華街にある「老舗おっぱいパブ」でオキニの嬢が騎乗位生ハメで中出しするまで（4月9日、Mr.michiru）
- 120%リアルガチ軟派伝説 vol.83 in 金沢（4月17日、プレステージ）
- うちとセックスせーへん? -学校で誘惑されて-（4月25日、GENEKI）
- 私欲の為にパパ活するガードのユルい高学歴女子大生に生中出し（5月15日、宇宙企画）
- 私の秘密と性生活（5月25日、GENEKI）
- ガチナンパ! 看護学生さん狙い撃ち! 初めてのWチ○ポに思考停止! Wフェラでマン汁ダダ漏れ! 欲しくなっちゃってSEX15発射!（6月15日、ナンパーズ）
- 美尻と美乳（6月25日、GENEKI）
- シロウト女子 個人撮影(ハメ撮り)日記(双方合意の上でハメてます) 乳艶感ぱない最上美ボディ えびちゃんスーパーFかっぷ（6月27日、シャーク）※「えび」名義
- ワキの下 感じる視線（7月9日、レイディックス）
- SEXに飢えた人妻は雄の本能を呼び覚ます究極無比な巨乳を武器に発情する!（7月24日、BAZOOKA）
- ヤバ舌! ち○こ舐める為に生まれてきた関西娘 来まえび（9月1日、S-Cute）
- 【完全主観】方言女子 兵庫弁 来まえび（9月4日、h.m.p）
- サテンに包まれてイッちゃいな。密着サテングローブ痴女手コキ（9月7日、MEGAMI）
- あのコが、ボクを窒息させながら乳首を弄ってくる意地悪痴女だったらイイナ。来まえび（9月13日、M男パラダイス）
- 病院中の男のアナルを犯す天才S痴女ナースがいるM性感クリニック 来まえび（10月19日、MEGAMI）
- 最高の人妻 旦那の前で穢されて… 来まえび（10月24日、ビッグモーカル）
- 密着誘惑焦らしエロテクで勃起ち○ぽを暴発させちゃうドスケベ痴女 来まえび（11月7日、デジタルアーク）

- シャツと白い巨乳 2  着衣SEXとチラリズム 全編撮りおろし 究極パイズリ、濡れ透けローションプレイ、着衣入浴SEX（6月26日、ビッグモーカル）
- ディルドピストンオナニーしたままのフェラチオ（8月25日、SEX Agent）
- 不倫&愛人関係が丁度良い 魔性の女の私生活 来まえび（9月3日、h.m.p）[5]

### アダルトVR

#### 「鷹宮ゆい」名義
- いつも通うお店のメイドさんがとてつもなく可愛くて癒されるんです!（3月27日、マキシング）
- 超高級風俗 即フェラ&全身舐め回し おもてなし性交（2018年4月7日、ブイワンVR）
- 超Fカップ 美巨乳 B88cm:W55cm:H84cmの完璧スタイル! 笑顔の関西弁 彼女が唾液を垂らしてローション代わりに迫力のパイズリ。 相互手コキ手マン。 ラブイチャ密着対面座位にフル勃起! お互いに感じあう中出しセックスで激昇天!!（5月26日、ブイワンVR）
- ドリシャッ!!（8月27日、ワープエンタテインメント）
- エレベーターが緊急停止!! いつもよく見かける超美人の隣人とマンションのエレベーターで2人きり!しかもこの危機的状況で不安になった隣人さんがボクを何度も求めてくる神展開に!+おちん○んに興味津々の幼馴染がボクにおちん○んを見せて欲しいと言ってきた!!しかもそれだけでなく男の人のオナニーも見せて欲しいと言ってきた!!（9月18日、Hunter）
- わがままな私のいいなりチ○コ。オナ指示、足コキ、強制騎乗位で楽しんで。（9月26日、マキシング）
- F○2ライブチャットで大人気!!巨乳の☆ゆいちゃん☆♪がライブ中に生中出しSEX!!（9月26日、KMPVR-bibi-）※「ゆい」名義
- わずか数分で立場逆転?! さっきまで涙目で許しを請うてた万引き妻がGメンが退室した途端、「シテあげてもいいよ♡」と上から目線で痴女責めしてくる逆レイプ交渉（9月28日、ワープエンタテインメント）

- 黄金比BODYを彩る高級ランジェリー（4月27日、ブイワンVR）

#### 「来まえび」名義
- 爆乳Fカップ極上ボディーでタップリご奉仕! 超高級マッサージ店の中出しスペシャルフルコース（3月25日、P-BOX VR）
- 乳首責め専門デリヘル嬢に騎乗位で生中出し まえびさん(23)（4月23日、Mr.michiru）
- シコってたら下着姿のエロいお姉さんがあらわれて耳舐め/ベロキス/顔面舐められまくりの濃厚セックスをした【身長148センチFカップ】座りパイズリと淫語囁かれ対面座位と超・覆いかぶさり正常位とバックと乳首舐めスパイダー騎乗位【生中出し】 来まえび（7月28日、アリスJAPAN）

- 僕をバカにしてくる取引先の上から目線ビッチ女を屈服させる逆襲VR 来まえび（8月6日、CASANOVA）
- セックスゼミナール ～童貞男に性のレクチャーする優しめ痴女～ 来まえび（8月27日、CASANOVA）
- 体液提供 ～関西弁の言葉責めで挑発! 低身長Fカップビッチから解き放たれる猛唾液と大量お漏らし～ 来まえび（9月24日、CASANOVA）

## 雑誌
- 実話BUBUKA超タブー Vol.18 2017年3月号（コアマガジン） - 袋とじ「美巨乳美少女が選んだ仕事はAV女優」
- ベストDVDスーパーライブ 2017年3月号（ブレインハウス） - 表紙、デビュー作撮影現場レポート
- ベストDVDスーパーライブ 2017年4月号（ブレインハウス） - 特大ピンナップポスター
- 週刊大衆 2017年5月8・15日合併号（双葉社） - 袋とじ「ヌードで鷹狩り」
- 週プレ グラビアスペシャル増刊 NEW YEAR 2018（集英社） - 袋とじ「鷹と一発」